# Tadeusz Buk
Tadeusz Buk (15 de dezembro de 1960 — 10 de abril de 2010) foi um general polaco.
Foi uma das vítimas do acidente do Tu-154 da Força Aérea Polonesa.